# Medice cura te ipsum
Cūrā tē ipsum o medice, cūrā tē ipsum es una sentencia latina que literalmente significa "Médico, cúrate a ti mismo". Es usado para incitar a los profesionales sanitarios a cuidar y curarse a sí mismos, antes de atender a sus propios pacientes. Contrario a la creencia popular, no es usada para escarnecer al personal médico, sino para que las personas introspectivamente se vean a sí mismas tal como son, con virtudes y defectos.
La fama del Cūrā tē ipsum provino desde la traducción en la Vulgata latina, por Jerónimo de Estridón, del proverbio de Jesucristo, el cual se encuentra en el Evangelio de Lucas Capítulo 4 Versículo 23; cabe destacar que el mismo Lucas fue un médico.
Estas palabras, junto a otras de Jesús que se hicieron populares como “Nadie es profeta en su propia tierra“, las dijo, según la Biblia, al comienzo de su ministerio terrenal, después de haber sido tentado por el diablo.

## La narración
La historia bíblica refiere que Jesús viajó a su natal Nazaret y el sábado, conforme a la costumbre judía, entró a una sinagoga; allí leyó un pergamino de Isaías que trataba sobre ser enviado por Dios para sanar a los enfermos, libertar a los cautivos y devolver la visión a los ciegos, luego añadió que ese día se cumplían esas palabras en él. Es entonces que él les dice: “Ustedes me recitarán este dicho: ‘Médico, primero cúrate a ti mismo‘“, seguido por la declaración de que “ningún profeta es bien recibido en su propia tierra“; esto alude a que él más tarde sería crucificado.
Le siguieron las declaraciones de cómo Dios había preferido a otras personas en vez de a su pueblo, y, según la Biblia, "Al oír estas cosas todos en la sinagoga se llenaron de ira", llevándolo a un desfiladero para tratar de tirarle al vacío; sin embargo, él, de algún modo, logró eludirles.
Más tarde, el Evangelio de Lucas señala que las palabras de Jesús, como profecía, se cumplieron cuando en el momento de su crucifixión utilizó tres veces la frase: “Sálvate a ti mismo“. La soteriología, que es el estudio de la salvación del ser humano, traduce del griego la palabra salvación como salud, así algunas biblias traducen salvar como dar salud o sanar; por lo que “Sálvate a ti mismo“ vendría a ser equivalente a “cúrate a ti mismo“.

## Soteriología etimológica
Las palabras de las que Jerónimo de Estridón tradujo de la Hexapla, el texto antes mencionado, a su famosa versión latina son:
Iatros dserapeúo jeautú: Sanador, sánate a ti mismo.
- Iatros: Generalmente esta palabra se traduce como Médico, aunque en realidad significa sanador o aquel que sana, su raíz iáomai se traduce como curar o sanar, pero en el concepto de holismo enteramente o completamente tanto internamente como externamente en todos sus conceptos.

- Dserapeúo o Therapeuo: en sí mismo significa algo de poca importancia o de baja categoría, por ende servir y por extensión especulativamente significa aliviar, curar, sanar, honrar de alguna enfermedad. Dserapeúo se deriva de therapon y era para referirse a un siervo o alguien sujeto a servidumbre.[7] La raíz o verbo de esta palabra es dséros o theros que quiere decir propio o calentar. Esto se debe a que las culturas de oriente y oriente medio concebían la enfermedad como algo espiritual o "de viento", la palabra viento y espíritu son lo mismo, el viento puede ser frío o caliente, así pues la sanidad en tiempos bíblicos era vista como fuego o caliente.

- Jeautú: Esta es una palabra personal derivada de la palabra auto que denota algo con movimiento propio,[6] curiosamente la palabra auto es derivada de la palabra aer, que significa lo que circuncida todo un espacio naturalmente, se traduce a nuestro idioma como aire o viento.[8]

### Aforismos
- Consummatum est
- Cura te ipsum
- In dubiis, abstine
- Mens sana in corpore sano
- Primum non nocere
- Memento mori